# Universalalfabet
Ett universalalfabet är ett alfabet som inte gör någon distinktion mellan stora bokstäver (versaler och majuskuler) och små bokstäver (gemener och minuskler).
Uncialskrift var en rationalisering av och en hybrid mellan tidigare kursiv- och majuskelskrifter och är ett exempel på en bokskrift som använde ett universalalfabet. 